# Серденюк Віктор Сергійович
Ві́ктор Сергі́йович Серденю́к (нар. 27 січня 1996, Арциз, Україна) — український футболіст, півзахисник.

## Біографія
Віктор народився 27 січня 1996 року в Арцизі, де й почав займатися футболом в академії «Чорноморця». З сезону 2009/10 виступав за «моряків» у ДЮФЛ.
Влітку 2016 року перейшов в інший одеський клуб «Реал Фарма», у складі якого дебютував у дорослому футболі, зігравши у 25 матчах Першої ліги.
Рік по тому, в липні 2017 року, Серденюк знову повернувся в «Чорноморець». Дебютував з клубом в українській Прем'єр-лізі 22 липня 2017 року в матчі проти «Сталі» (Кам'янське) (0:1).
На початку 2018 року був відданий в оренду в інший одеський клуб, першолігову «Жемчужину», де грав до кінця сезону, після чого перейшов у «Кремінь».
1 вересня 2022 року Серденюк приєднався до ірландського гранда — «Шемрок Роверс». У складі «обручів» провів 3 неповні поєдинки чемпіонату Ірландії та 2 Ліги конференцій УЄФА. Команда стала чемпіоном Ірландії, проте контракт з українським легіонером не продовжили.
На початку 2023 року гравець підписав контракт із представником другого дивізіону Ірландії — «Лонгфорд Таун».

### Збірна
2012 року виступав за юнацькі збірні України до 16 та до 17 років.